# Xã Richland, Quận Marshall, Kansas
Xã Richland (tiếng Anh: Richland Township) là một xã thuộc quận Marshall, tiểu bang Kansas, Hoa Kỳ. Năm 2010, dân số của xã này là 154 người.